# Skirvin Hilton Hotel
El Skirvin Hotel es un hotel de 225 habitaciones ubicado en el centro de la ciudad de Oklahoma y el hotel más antiguo de la ciudad. Compuesto por tres torres de 14 pisos en un estilo arquitectónico Art Deco, está inscrito en el Registro Nacional de Lugares Históricos.
Es administrado por Marcus Hotels & Resorts bajo la marca Hilton, y es miembro de Historic Hotels of America, el programa oficial del National Trust for Historic Preservation.

## Historia
Inaugurado por primera vez en 1911, contenía 225 habitaciones en una torre de dos alas de diez pisos. En 1925 se agregó una tercera ala de 12 pisos y luego, en 1929-1930, las tres alas se nivelaron en 14 pisos con un total de 525 habitaciones. Lleva el nombre de su fundador, William Balser "Bill" Skirvin, cuya hija, Perle Mesta, se convirtió en embajadora en Luxemburgo bajo Harry Truman.
En 1945, Skirvin Hotel y Skirvin Tower se vendieron al hotelero local Dan James. A lo largo de los años, James ejecutó varios trabajos de renovación para revitalizar el hotel y atraer a los turistas que visitan Oklahoma. Algunas de las nuevas comodidades incluyen aire acondicionado, una nueva piscina y muebles nuevos para las habitaciones de lujo.
Sin embargo, el hotel cerró en 1988 debido a la baja ocupación. Durante los siguientes 19 años estuvo abandonado.
Sin embargo, el proceso para devolverle la vida comenzó casi una década antes, cuando, en 1999, el alcalde de la ciudad de Oklahoma, Kirk Humphreys, nombró un Comité de Soluciones Skirvin para evaluar si el edificio histórico se podía salvar o no. El comité comenzó su trabajo recorriendo otros hoteles históricos restaurados, observando cómo se pagaron esos proyectos, y luego recomendó en octubre de 2000 que la ciudad de Oklahoma City explorara la creación de una asociación público-privada para reabrir Skirvin. En mayo de 2002, la ciudad de Oklahoma adquirió el edificio de sus propietarios actuales por $ 2,875 millones y emitió una solicitud de propuestas de desarrolladores potenciales a fines de ese mismo año. Partners in Development, una firma creada por el director John Weeman, hizo una propuesta para renovar el edificio por $42,1 millones y reabrirlo como un Hilton de servicio completo operado por Marcus Hotels and Resorts. La Autoridad de Renovación Urbana de la Ciudad de Oklahoma seleccionó a Partners in Development como desarrollador en enero de 2004. Weeman compró el edificio de la ciudad de Oklahoma en 2005 y, utilizando el dinero que invirtió más fondos de varias otras fuentes públicas, incluido el financiamiento de aumento de impuestos, subvenciones, créditos de Empowerment Zone, créditos fiscales históricos y créditos fiscales de Nuevos Mercados, completó su renovación por alrededor de $ 51 millones.
Skirvin Hotel fue renovado y reabierto como parte de la cadena de hoteles Hilton en 2007. El proyecto de renovación restauró el acabado exterior original, instaló ventanas históricamente precisas, reconfiguró las habitaciones y agregó nuevos ascensores para huéspedes. 

## Obsesionante
Persisten los rumores de un fantasma en el hotel, y han sido citados por los equipos de la Asociación Nacional de Baloncesto (NBA). Los ejemplos más notables ocurrieron en 2010, cuando los New York Knicks culparon de su derrota ante el Oklahoma City Thunder a la inquietante y cuando los Chicago Bulls informaron que las puertas se cerraban de golpe y los sonidos extraños afuera de sus habitaciones. La historia volvió a recibir atención nacional en junio de 2012, cuando los Miami Heat se alojaban en el hotel para las Finales de la NBA. Más recientemente, las Baylor Lady Bears, que eran las campeonas defensoras del baloncesto femenino de la División I de la Asociación Nacional de Atletismo Colegiado (NCAA), se instalaron en el Skirvin. En una de las mayores sorpresas en la historia del torneo, las Lady Bears perdieron inesperadamente 82 – 81 ante Louisville en las semifinales regionales del torneo de baloncesto femenino de la División I de la NCAA de 2013. En enero de 2019, la estrella de los Brooklyn Nets, Kyrie Irving, anunció que estaba produciendo un largometraje sobre la supuesta actividad paranormal.
Se rumorea que la habitación 1015 es la habitación más embrujada del hotel. Según cuenta la historia, el propietario original del hotel, WB Skirvin, tuvo una aventura con una criada llamada "Effie", lo que provocó un embarazo. Para proteger su reputación y evitar un escándalo, Skirvin encerró a la criada en la habitación 1015. Eventualmente saltó por una ventana, matándose a sí misma y al bebé. Para evitar la atención negativa de la prensa, la muerte fue escrita como un suicidio por parte de un vendedor que se suicidó.
A lo largo de los años, el personal dice que ha visto objetos que se mueven solos y ha escuchado ruidos extraños por la noche.  Según Steve Lackmeyer (quien también coescribió un libro sobre el hotel) y Jason Kersey (ambos reporteros de The Oklahoman), Skirvin era "un notorio mujeriego y bebedor" y el décimo piso era conocido por varios incidentes de apuestas y otros vicios., pero no hay evidencia de la vida real que corresponda a la historia de "Effie": la familia de Skirvin creía que tenía una empleada (su asistente y contadora, Mabel Luty) que también era su amante, pero ella lo sobrevivió.